# (31946) Sahilabbi
2000 GM109 (asteroide 31946) é um asteroide da cintura principal. Possui uma excentricidade de 0.10638070 e uma inclinação de 8.26396º.
Este asteroide foi descoberto no dia 7 de abril de 2000 por LINEAR em Socorro.